# Otto, hertig av Sachsen
Otto, senare kallad Otto den ärofulle (Otto der Erlauchte), född ca 851, död 30 november 912, var regerande hertig av Sachsen från 880 fram till sin död.

## Barn
Otto var gift med Hedvig av Tyskland. De fick tre söner och en dotter tillsammans.
1. Thankmar
2. Liudolf
3. Henrik I av Sachsen
4. Oda (gift 897 med Zwentibold)